# Estación de Villafranca de Navarra
Villafranca de Navarra es una estación ferroviaria situada en el municipio español de Villafranca en la comunidad foral de Navarra. Dispone de servicios de Media Distancia operados por Renfe.

## Situación ferroviaria
La estación se encuentra en el punto kilométrico 106,9 de la línea férrea Castejón-Alsasua, a 283 metros de altitud. Se sitúa entre las estaciones de Castejón de Ebro y Marcilla de Navarra. El tramo es de via única y está electrificado.

## Historia
La estación fue inaugurada el 16 de mayo de 1861 con la apertura del tramo Tudela-Caparroso de la línea férrea que pretendía unir Zaragoza con Navarra por parte de la Compañía del Ferrocarril de Zaragoza a Pamplona. Esta última no tardaría en unirse con la compañía del ferrocarril de Zaragoza a Barcelona, dando lugar a la Compañía de los Ferrocarriles de Zaragoza a Pamplona y Barcelona. El 1 de abril de 1878 su mala situación económica la forzó a aceptar una fusión con Norte. En 1941, la nacionalización del ferrocarril en España supuso la integración de Norte en la recién creada RENFE.
Desde el 31 de diciembre de 2004 Renfe explota la línea mientras que Adif es la titular de las instalaciones ferroviarias.

## La estación
El ferrocarril atraviesa la localidad por lo que la estación tiene una situación bastante céntrica. El edificio para viajeros es una estructura de planta rectangular, dos alturas y disposición lateral a las vías con marquesina adosada cubriendo el andén lateral. Cuenta además con otro andén central. En total tres vías acceden a los mismos. El cambio de una a otra se realiza a nivel.

## Servicios ferroviarios

### Media Distancia
El tráfico de Media Distancia con parada en la estación tiene como principales destinos Zaragoza, Vitoria, Pamplona y Castejón. Los fines de semana existe un tren de refuerzo que para en la estación y que cubre la relación entre esos dos último destinos.
| Línea MD | Trenes | Origen/Destino   |  | Destino/Origen |
| -------- | ------ | ---------------- |  | -------------- |
| 26       | RE     | Zaragoza         |  | Pamplona       |
| 26       | RE     | Castejón de Ebro |  | Vitoria        |